# Octave Maillot
Pour les articles homonymes, voir Maillot.
Louis-Octave Maillot, né le 18 août 1860 à Frênes et mort le 7 mai 1949 à Frênes, est un écrivain français.

## Biographie
Il était fils de Jean Stanislas Maillot (23 octobre 1829, Frênes - 11 mai 1898, Frênes) et d'Euphrasie Lepautonnier (19 mars 1839, Frênes - 21 juillet 1919, Frênes), marchande de nouveautés, mariés le 31 août 1859 à Frênes.
Agrégé de lettres, professeur de philosophie et d’anglais, Octave Maillot a écrit en normand méridional des histoires qu’il avait recueillies d’une personne de son pays natal.
Octave Maillot a été, avec Charles Vérel, un des deux auteurs à écrire en langue vernaculaire normande du sud de la ligne Joret.

## Œuvres
- Contes normands, Vire, Imprimerie artisanale R. Guénot, Près la Chapelle Saint-Roch, 1937Il contient 27 contes : La Vache à Joassin, La Souris, Le Belin, Jean-François à Paris, La Saint-Gire, Le Poltrait, Un gros Rheume, Le Mêle et la Grive, La Machine volante, Lexis, La Terre tourne, Le Pigeon, Josè et Rosalie, Ressemblance, La Mère Pieupieu, Hector, Casimir, L'Aplatibo, Narcisse à la Guerre, Les Clous, Eune Tête dans la Marmite, L'Haorloge à Séraphine, Histoire de Souliers, Ragufine, La Quête, La Marmite, Les Sabots de Gliaume.
- Contes normands  (ill. Adolphe Cabon), Alençon, Poulet-Malassis, 1948 (réimpr. Éditions Bruno Leprince, 2007)Il contient 19 contes : La Caillée, Thôphile à Rome, Le Père Cabot, Sous la Pagnolée, Le vin de Bordeaux, Dans le train, La Pipe, Visite nocturne, Locadie baretait, Le journal, À qui le chien?, Le procès (Le viau), L'état civil, En soufflant la chandelle, La bérouette, La barbe, Le mariage de Ferdinand, Socrate, Un phénomène.